# Mykoła Bahrajew
Mykoła Heorhijowycz Bahrajew, ukr. Микола Георгійович Баграєв (ur. 19 czerwca 1964 w Osetii Północnej) – ukraiński przedsiębiorca i polityk, poseł do Rady Najwyższej IV, V, VI i VII kadencji.

## Życiorys
Ukończył w 1987 studia inżynierskie w Chersońskim Instytucie Rolniczym, a w 2005 studia ekonomiczne na Kijowskim Narodowym Uniwersytecie im. Wadyma Hetmana.
Pracował krótko jako starszy inżynier-technolog. Od 1988 do 1991 był etatowym działaczem miejskiego komitetu LKSMU (ukraińskiego Komsomołu) w Kachowce. Później przez trzy lata był urzędnikiem miejskim.
W 1992 zainicjował stworzenie międzynarodowego festiwalu Tawrijśki ihry, którego został dyrektorem. Utworzył spółkę prawa handlowego o takiej samej nazwie, której został prezesem. Zaangażował się też w działalność biznesową na rynku medialnym, uzyskał m.in. kontrolę nad telewizyjnym kanałem muzycznym M1.
W 1998 pierwszy raz kandydował bez powodzenia do parlamentu. Mandat posła do Rady Najwyższej uzyskał cztery lata później w jednym z okręgów obwodu chersońskiego. Zasiadał we frakcjach wspierających prezydenta Łeonida Kuczmę i rząd Wiktora Janukowycza (Grupie Ludowy Wybór, następnie Grupie Związek). W 2005 przeszedł na stronę nowej władzy, wstępując do partii Batkiwszczyna i Bloku Julii Tymoszenko. W 2006 i 2007 z listy krajowej BJuT był ponownie wybierany do ukraińskiego parlamentu.
W 2009 Mykoła Bahrajew został jednym z twórców kampanii prezydenckiej Julii Tymoszenko. Nieformalnie powierzono mu uzyskanie poparcia wśród ukraińskich artystów i organizację koncertów w tym z 12 września na Placu Niepodległości w Kijowie, na którym wystąpili m.in. Ołeksandr Ponomariow, Rusłana, Tina Karol, Druha Rika, Mad Heads i TNMK. Po przejęciu władzy przez Partię Regionów wsparł nowy rząd i przeszedł do frakcji tego ugrupowania. Z jego ramienia w 2012 ponownie uzyskał mandat poselski.